# Kalamazoo Kingdom
El Kalamazoo Kingdom fue un equipo de fútbol de los Estados Unidos que alguna vez jugó en la USL Premier Development League, la cuarta liga de fútbol en importancia en el país.

## Historia
Fue fundado en el año 1996 en la ciudad de Kalamazoo, Michigan con el fin de promover el deporte del fútbol en el área de Kalamazoo.
Sus primeras temporadas fueron en la desaparecida USISL, donde siempre fueron un equipo protagonista, clasificando a los playoffs en tres ocasiones, aunque nunca pudo avanzar más allá de las finales divisionales.
Su caída comenzó con la aparición de la USL Premier Development League como uno de los equipos fundadores de la nueva liga en 1999 debido a que nunca pudieron superar el tercer lugar divisional, por lo que nunca volvió a clasificar a los playoffs ni tampoco jugar en la US Open Cup, lo que se mantuvo hasta su desaparición en el año 2006 por los malos resultados y la falta de recursos económicos para mantener al equipo.

## Temporadas
| Año  | División | Liga                 | Temporada Regular    | Playoffs             | US Open Cup  |
| ---- | -------- | -------------------- | -------------------- | -------------------- | ------------ |
| 1996 | 4        | USISL Premier League | 5º, Central Northern | Semifinal Divisional | No clasificó |
| 1997 | 4        | USISL PDSL           | 3º, North Central    | Final Divisional     | No clasificó |
| 1998 | 4        | USISL PDSL           | 3º, Great Lakes      | Semifinal Divisional | No clasificó |
| 1999 | 4        | USL PDL              | 5º, Great Lakes      | No clasificó         | No clasificó |
| 2000 | 4        | USL PDL              | 3º, Great Lakes      | No clasificó         | No clasificó |
| 2001 | 4        | USL PDL              | 5º, Great Lakes      | No clasificó         | No clasificó |
| 2002 | 4        | USL PDL              | 4º, Great Lakes      | No clasificó         | No clasificó |
| 2003 | 4        | USL PDL              | 4º, Great Lakes      | No clasificó         | No clasificó |
| 2004 | 4        | USL PDL              | 4º, Great Lakes      | No clasificó         | No clasificó |
| 2005 | 4        | USL PDL              | 5º, Great Lakes      | No clasificó         | No clasificó |
| 2006 | 4        | USL PDL              | 4º, Great Lakes      | No clasificó         | No clasificó |

## Estadios
- Mayor's Riverfront Stadium, Kalamazoo, Michigan 2003-06
- McCamley Field, Portage, Michigan 2003-04, 2006 (4 juegos)
- Mattawan High School Sports Ground, Mattawan, Michigan 2006 (1 juego)

## Jugadores

### Jugadores destacados
| - Eric Alexander - Aleksey Korol - Jacob Peterson | - Stu Riddle - Robert Ssejjemba | - Josh Tudela - Cam Weaver |